# Anochetus angolensis
Anochetus angolensis är en myrart som beskrevs av Brown 1978. Anochetus angolensis ingår i släktet Anochetus och familjen myror. Inga underarter finns listade i Catalogue of Life.

## Bildgalleri

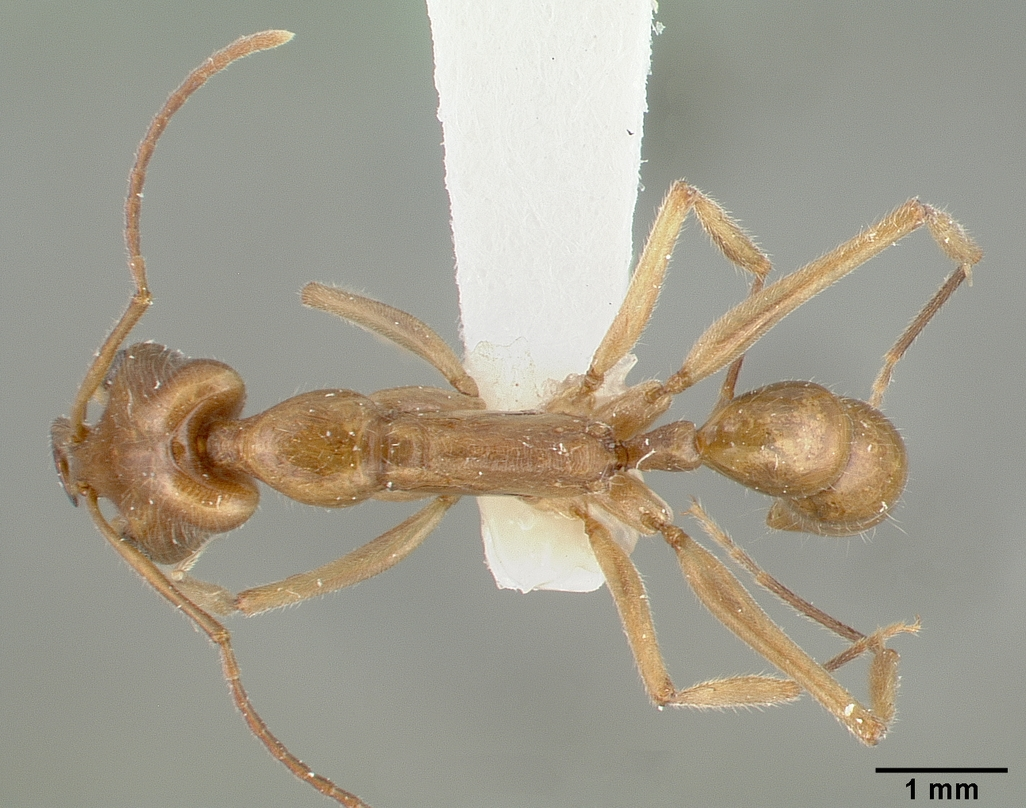
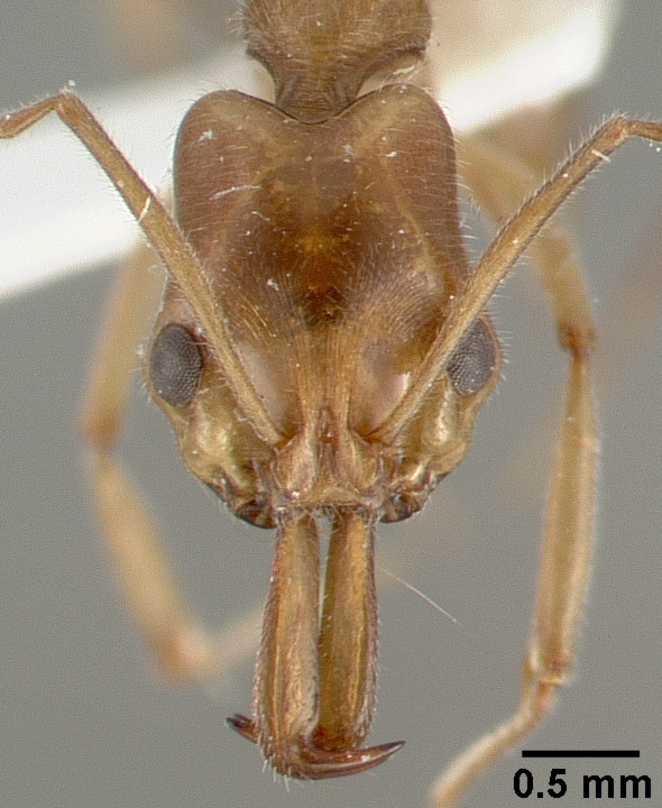
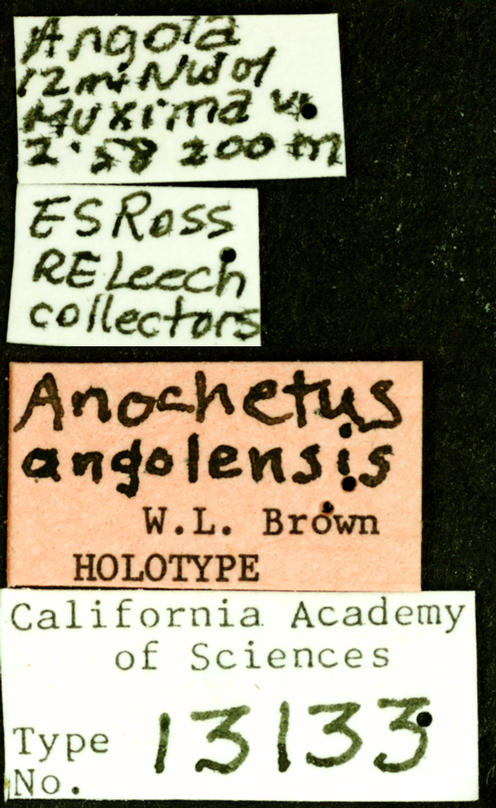
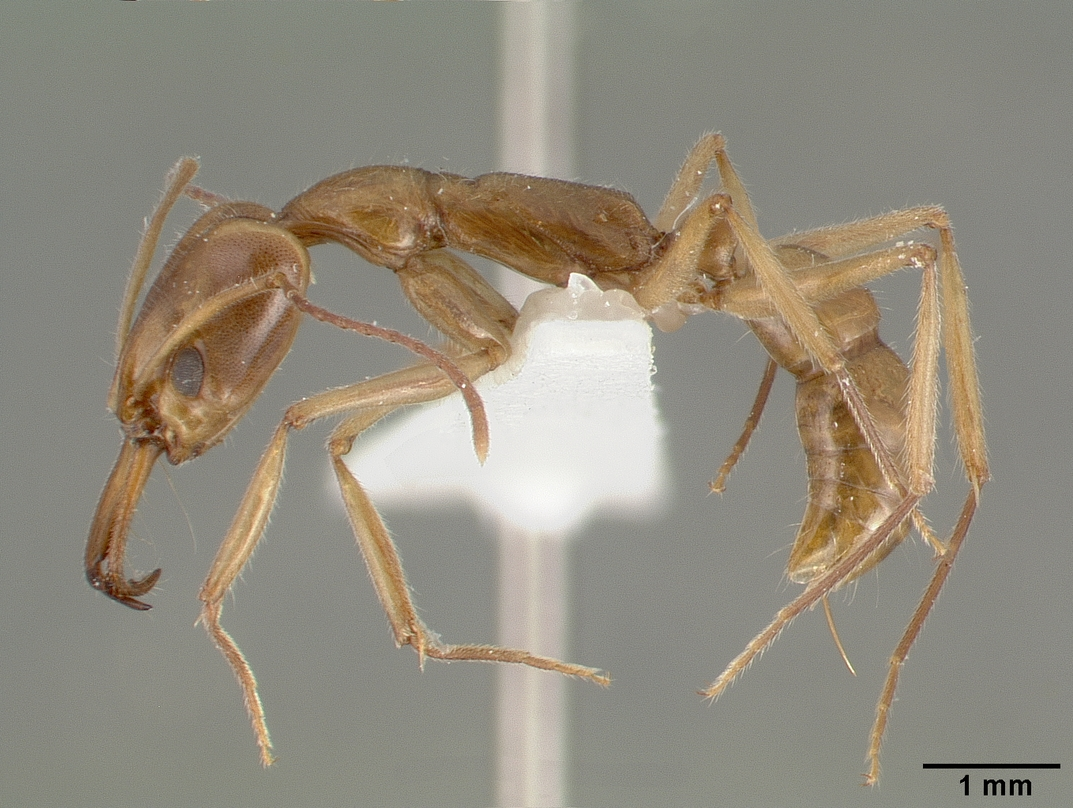